# Allsvenskan i ishockey 1995
Allsvenskan i ishockey 1995 spelades mellan de två bästa lagen från respektive grundserie i Division 1 1994/1995 samt de två sämst placerade lagen i grundserien i Elitserien 1994/1995. 
Elitserielagen Rögle (från Ängelholm) och Västra Frölunda (från Göteborg) vann serien utan några större överraskningar. De utmanades främst av Troja och (till mångas förvåning) Kiruna som gjorde an mycket bra säsong. Vinnarna gick vidare till Allsvenska finalen, Troja och Kiruna fick platser i Playoff 3 och lag 5–8 till Playoff 2.

## Tabell
| Nr | Lag                | S  | V  | O | F  | GM  | IM | MS  | P  |
| -- | ------------------ | -- | -- | - | -- | --- | -- | --- | -- |
| 1  | Rögle BK           | 18 | 13 | 3 | 2  | 84  | 46 | +38 | 29 |
| 2  | Västra Frölunda HC | 18 | 12 | 2 | 4  | 106 | 50 | +56 | 26 |
| 3  | IF Troja-Ljungby   | 18 | 11 | 2 | 5  | 70  | 51 | +19 | 24 |
| 4  | Team Kiruna IF     | 18 | 7  | 6 | 5  | 54  | 54 | 0   | 20 |
| 5  | Bodens IK          | 18 | 8  | 1 | 9  | 71  | 65 | +6  | 17 |
| 6  | Huddinge IK        | 18 | 5  | 5 | 8  | 57  | 73 | −16 | 15 |
| 7  | IK Vita Hästen     | 18 | 6  | 2 | 10 | 54  | 61 | −7  | 14 |
| 8  | Mora IK            | 18 | 5  | 4 | 9  | 55  | 81 | −26 | 14 |
| 9  | Örebro IK          | 18 | 5  | 2 | 11 | 51  | 80 | −29 | 12 |
| 10 | Hammarby IF        | 18 | 3  | 3 | 12 | 46  | 87 | −41 | 9  |

## Allsvenska finalen
| 1 |  | Rögle BK        | 4–7             | Västra Frölunda HC |                                    |                                    |
|   |  | (0–3, 4–2, 0–2) | (0–3, 4–2, 0–2) | (0–3, 4–2, 0–2)    | Publik: 3 881 Domare: Robert Lahti | Publik: 3 881 Domare: Robert Lahti |
|   |  |                 |                 |                    | Publik: 3 881 Domare: Robert Lahti | Publik: 3 881 Domare: Robert Lahti |
|   |  |                 |                 |                    | Publik: 3 881 Domare: Robert Lahti | Publik: 3 881 Domare: Robert Lahti |
|   |  |                 |                 |                    | Publik: 3 881 Domare: Robert Lahti | Publik: 3 881 Domare: Robert Lahti |
|   |  |                 |                 |                    | Publik: 3 881 Domare: Robert Lahti | Publik: 3 881 Domare: Robert Lahti |
|   |  |                 |                 |                    | Publik: 3 881 Domare: Robert Lahti | Publik: 3 881 Domare: Robert Lahti |

| 2 |  | Västra Frölunda HC | 2–5             | Rögle BK        |                                   |                                   |
|   |  | (0–3, 0–0, 2–2)    | (0–3, 0–0, 2–2) | (0–3, 0–0, 2–2) | Publik: 7 268 Domare: Ulf Rådbjer | Publik: 7 268 Domare: Ulf Rådbjer |
|   |  |                    |                 |                 | Publik: 7 268 Domare: Ulf Rådbjer | Publik: 7 268 Domare: Ulf Rådbjer |
|   |  |                    |                 |                 | Publik: 7 268 Domare: Ulf Rådbjer | Publik: 7 268 Domare: Ulf Rådbjer |
|   |  |                    |                 |                 | Publik: 7 268 Domare: Ulf Rådbjer | Publik: 7 268 Domare: Ulf Rådbjer |
|   |  |                    |                 |                 | Publik: 7 268 Domare: Ulf Rådbjer | Publik: 7 268 Domare: Ulf Rådbjer |
|   |  |                    |                 |                 | Publik: 7 268 Domare: Ulf Rådbjer | Publik: 7 268 Domare: Ulf Rådbjer |

| 3 |  | Rögle BK        | 3–2             | Västra Frölunda HC |                                       |                                       |
|   |  | (3–0, 0–2, 0–0) | (3–0, 0–2, 0–0) | (3–0, 0–2, 0–0)    | Publik: 4 096 Domare: Börje Johansson | Publik: 4 096 Domare: Börje Johansson |
|   |  |                 |                 |                    | Publik: 4 096 Domare: Börje Johansson | Publik: 4 096 Domare: Börje Johansson |
|   |  |                 |                 |                    | Publik: 4 096 Domare: Börje Johansson | Publik: 4 096 Domare: Börje Johansson |
|   |  |                 |                 |                    | Publik: 4 096 Domare: Börje Johansson | Publik: 4 096 Domare: Börje Johansson |
|   |  |                 |                 |                    | Publik: 4 096 Domare: Börje Johansson | Publik: 4 096 Domare: Börje Johansson |
|   |  |                 |                 |                    | Publik: 4 096 Domare: Börje Johansson | Publik: 4 096 Domare: Börje Johansson |

| 4 |  | Västra Frölunda HC   | 5–4                  | Rögle BK             |                                      |                                      |
|   |  | (2–1, 1–0, 1–3, 1–0) | (2–1, 1–0, 1–3, 1–0) | (2–1, 1–0, 1–3, 1–0) | Publik: 6 170 Domare: Sven-Erik Sold | Publik: 6 170 Domare: Sven-Erik Sold |
|   |  |                      |                      |                      | Publik: 6 170 Domare: Sven-Erik Sold | Publik: 6 170 Domare: Sven-Erik Sold |
|   |  |                      |                      |                      | Publik: 6 170 Domare: Sven-Erik Sold | Publik: 6 170 Domare: Sven-Erik Sold |
|   |  |                      |                      |                      | Publik: 6 170 Domare: Sven-Erik Sold | Publik: 6 170 Domare: Sven-Erik Sold |
|   |  |                      |                      |                      | Publik: 6 170 Domare: Sven-Erik Sold | Publik: 6 170 Domare: Sven-Erik Sold |
|   |  |                      |                      |                      | Publik: 6 170 Domare: Sven-Erik Sold | Publik: 6 170 Domare: Sven-Erik Sold |

| 5 |  | Rögle BK        | 0–5             | Västra Frölunda HC |                                        |                                        |
|   |  | (0–2, 0–0, 0–3) | (0–2, 0–0, 0–3) | (0–2, 0–0, 0–3)    | Publik: 4 600 Domare: Thomas Andersson | Publik: 4 600 Domare: Thomas Andersson |
|   |  |                 |                 |                    | Publik: 4 600 Domare: Thomas Andersson | Publik: 4 600 Domare: Thomas Andersson |
|   |  |                 |                 |                    | Publik: 4 600 Domare: Thomas Andersson | Publik: 4 600 Domare: Thomas Andersson |
|   |  |                 |                 |                    | Publik: 4 600 Domare: Thomas Andersson | Publik: 4 600 Domare: Thomas Andersson |
|   |  |                 |                 |                    | Publik: 4 600 Domare: Thomas Andersson | Publik: 4 600 Domare: Thomas Andersson |
|   |  |                 |                 |                    | Publik: 4 600 Domare: Thomas Andersson | Publik: 4 600 Domare: Thomas Andersson |

Västra Frölunda HC till Elitserien. Rögle BK vidare till Kvalserien.